# José Ricardo
José Ricardo Soria (Ricardo el apellido paterno y Soria el materno), más conocido como José Ricardo (n. Barrio de Balvanera, Ciudad Autónoma de Buenos Aires, 19 de marzo de 1888; m. Océano Atlántico, 2 de mayo de 1937) fue un destacado músico de tango y milonga, compositor, e intérprete de guitarra argentino, con raíces africanas. Es mundialmente conocido por haber sido guitarrista de Carlos Gardel a quien acompañó desde 1915 hasta 1929. Entre las canciones compuestas por Ricardo se destacan el tango "Margot", con letra de Celedonio Flores,  cuya música compuso junto a Gardel, "Pobre gallo bataraz" y "Un Bailongo", primera milonga ciudadana al haber sido grabada por primera vez en 1922 con ejecución de guitarra, nueve años antes de que Sebastián Piana compusiera su milonga " Milonga Sentimental".

## Biografía
José Ricardo, nació y se crio en el barrio de Balvanera en el seno de una familia afro-argentina. Desde muy chico se dedicó a tocar la guitarra, y hacia 1913, con apenas 25 años, ya era reconocido, habiendo formado un trío junto a Osvaldo Fresedo (bandoneón) y el hermano de éste, Emilio Fresedo (violín). En 1915 es contratado como primera guitarra de un grupo de 20 guitarristas, en el que Horacio Pettorossi era la segunda guitarra, para presentar la obra Juan Moreira en el Teatro San Martín de Buenos Aires, dirigida por de José González Castillo y con Elías Alippi en el papel protagónico. El elenco estaba integrado también por el dúo Carlos Gardel-José Razzano, a quienes debieron acompañar. Como resultado de su desempeño Gardel y Razzano le ofrecieron entonces acompañarlos como guitarrista, propuesta que Ricardo aceptó acompañando al dúo primero y a Gardel una vez que se hizo solista, hasta 1929.
En 1921 se sumó Guillermo Barbieri como segunda guitarra del dúo, correspondiéndole a Ricardo el rol de primera guitarra. En julio de 1928, pocos meses antes de renunciar, se había sumado como tercer guitarrista José María Aguilar.

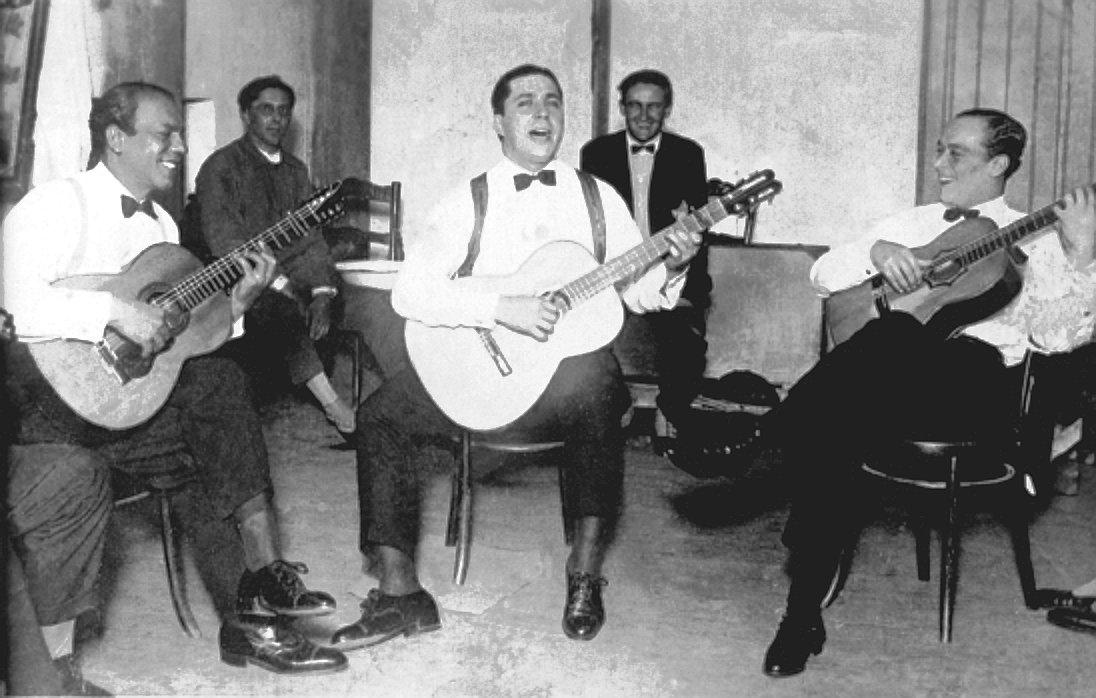
Carlos Gardel (centro) junto a José Ricardo (izquierda) y Guillermo Barbieri (derecha).

Gardel grabó once composiciones total o parcialmente creadas por Ricardo: los tangos "Margot" y "Resignate hermano", la milonga "Un bailongo", el estilo "Pobre gallo bataraz", la cueca "Mi caballo y mi mujer", la canción "Campanita", el gato "Con los ojos del alma", el fado "Mi bien querido" y el triste "Triste entrerriano".
También compuso "Pregúntaselo a ella", con letra de José Alonso y Trelles, grabada por José Razzano, el tango "Campanas del recuerdo", que Gardel cantó pero no grabó. Otras canciones de su autoría son los tangos "Mejor no recordar", "Siga la farra", "Bailá negrita", "Vecinita" y "Perdónala"; los valses "Azul del éter", "Nació mi amor" y "Lloro por ti"; los estilos "Mi palomar" y "La siesta"; la canción "Dicen que son cosas mías"; la ranchera "Cosas criollas" y las tonadas "Si yo la quise" y "Ya viene la primavera".

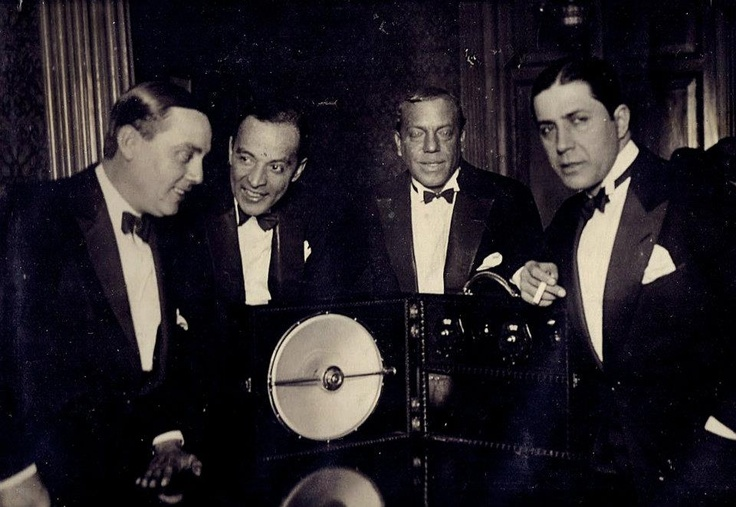
Aguilar, Barbieri, José Ricardo y Gardel.

El 26 de mayo de 1929 Ricardo le comunicó a Gardel en Madrid que había decidido desvincularse debido a desavenencias con Aguilar. Continuó su carrera formando dúo de guitarra con su hermano menor Rafael Ricardo y acompañando a destacados cantantes como Amanda Ledesma, Anita Palmero, como trío de guitarras con Oscar Alonso, acompaña al dúo Néstor Feria y Teófilo Ibáñez y al cantor Juan Carlos Marambio Catán.
En 1932 actuó en España con el nombre Los Hermanos Ricardo, acompañando a varios cantantes, como Lucy Clory, Maruja Gil Quesada, Rafael Jaimez y Tani Zerja. Actuaron también en Francia, Italia, Grecia, Turquía, Bulgaria, Egipto y Suiza.
En 1937 enfermó en Francia y fallece a bordo del barco Massilia, cuando se dirigía a Buenos Aires.

## Discografía
Ricardo grabó gran cantidad de discos, principalmente con el dúo Gardel-Razzano y con ambos cantores solistas, tanto en Buenos Aires, como en Barcelona y París. En Buenos Aires, grabó con el dúo en 33 discos, con Gardel 32 y con Razzano 6. En Barcelona, hizo 21 grabaciones con Gardel. Junto con Barbieri grabaron 357 canciones acompañando a Gardel en Buenos Aires, y 45 más con el dúo. En Barcelona, Ricardo y Barbieri grabaron 30 temas acompañando a Gardel. Finalmente, ya como trío de guitarras, Ricardo-Barbieri-Aguilar grabaron 12 temas en Buenos Aires y 51 más en París, acompañando a Gardel. En total 587 grabaciones discográficas.